# Jan Rudolf Kutschker
Jan Křtitel Rudolf Kutschker (německy Johann Baptist Rudolf Kutschker, 11. dubna 1810 Loučky – 23. ledna 1881 Vídeň) byl římskokatolický duchovní, profesor morálky na teologické fakultě v Olomouci (1835–1852), děkan fakulty a rektor olomoucké Františkovy univerzity. Od roku 1862 působil jako generální vikář vídeňské arcidiecéze a světící biskup. 12. ledna 1876 po smrti kardinála Rauschera se stal vídeňským arcibiskupem a 22. června 1877 byl jmenován kardinálem.

## Dílo
- Die gemischten Ehen vom katholisch-kirchlichen Standpunkte betrachtet, Wien 1837, 3. Aufl. 1847
- Sammlung der Vorschriften, nach welchen sich die Kuratgeistlichkeit bezüglich der Verkündigung des Wortes Gottes, der Spendung der heil. Sakramente, der seelsorglichen Geschäftsführung, dann ihres klerikalischen Wandels zu richten hat; mit besonderer Berücksichtigung der in den genannten Beziehungen dem Klerus der Olmützer Diöcese kundgemachten Anordnungen, I-IV, Olmütz : Hölzel 1847–1850.
- Die Lehre vom Schadenersatze oder von der Restitution nach dem Vorgange der Theologen mit Rücksicht auf die kirchliche und staatliche Gesetzgebung, Olmütz 1851
- Das Eherecht der katholischen Kirche nach seiner Theorie und Praxis. Mit besonderer Berücksichtigung der in Oesterreich zu Recht bestehenden Gesetze, 1856–1859, 5 Bände